# Mekoryuk
Mekoryuk – miasto w Stanach Zjednoczonych, w stanie Alaska, w okręgu Bethel. Leży na wyspie Nunivak. W 2010 była zamieszkiwana przez 191 osób.